# Разван Іонут Флореа
Разван Іонут Флореа (29 вересня 1980) — румунський плавець.
Призер Олімпійських Ігор 2004 року, учасник 2000, 2008 років.
Призер Чемпіонату Європи з водних видів спорту 2004, 2006, 2008 років.
Призер Чемпіонату Європи з плавання на короткій воді 2006 року.